# (4539) Miyagino
(4539) Miyagino es un asteroide perteneciente al cinturón de asteroides, descubierto el 8 de noviembre de 1988 por Masahiro Koishikawa desde la Estación Ayashi, Japón.

## Designación y nombre
Designado provisionalmente como 1988 VU1. Fue nombrado Miyagino en homenaje a la ciudad japonesa de Miyagi (conocida así desde el siglo VII) ubicada al oriente de la ciudad de Sendai.

## Características orbitales
Miyagino está situado a una distancia media del Sol de 2,674 ua, pudiendo alejarse hasta 2,856 ua y acercarse hasta 2,491 ua. Su excentricidad es 0,068 y la inclinación orbital 5,698 grados. Emplea 1597 días en completar una órbita alrededor del Sol.

## Características físicas
La magnitud absoluta de Miyagino es 13.